# 844 v.Chr.
Het jaar 844 v.Chr. is een jaartal volgens de christelijke jaartelling.

## Gebeurtenissen

### Assyrië
- Koning Salmanasser III levert strijd met de Kassieten van Namri en benoemt een vazalvorst op de troon.